# Marco Tullio Tirone
Marco Tullio Tirone (in latino Marcus Tullius Tiro; Arpino, aprile 103 a.C. – Pozzuoli, 4 a.C.) è stato uno scrittore romano, schiavo (poi liberto) e segretario di Marco Tullio Cicerone.

## Biografia
La data di nascita di Tirone è incerta. Da Girolamo può essere datato al 103 a.C., il che ne farebbe un coetaneo solo un po' più giovane di Cicerone. Tuttavia egli potrebbe essere nato molto più tardi, dato che Cicerone si riferisce a lui come a un "giovane" nel 50 a.C. È possibile che Tirone sia nato schiavo nella casa di Cicerone ad Arpino e sia poi venuto con la sua famiglia a Roma. Tuttavia non sappiamo per certo se fosse, appunto, un verna.
Cicerone si riferisce spesso a Tirone nelle sue lettere, poiché tra i suoi compiti erano inclusi il prendere appunti sotto dettatura, il decifrare la scrittura di Cicerone e gestire il suo "ufficio", nonché il suo giardino e gli affari finanziari, anche se fu spesso separato dal suo padrone a causa delle cattive condizioni di salute, come si deduce da molte delle lettere di Cicerone che si riferiscono con preoccupazione alle sue malattie.
Dopo la morte del patrono, Tirone acquistò una tenuta vicino a Pozzuoli, dove Girolamo dice che morì nel 4 a.C., all'età di 99 anni, durante la 194ª olimpiade (4-1 a.C).

## Opere
Si è concordi nell'affermare che Tirone avesse raccolto e pubblicato parte dell'epistolario del patrono secondo le volontà di Cicerone stesso, che nel 45 gli scrisse di voler pubblicarne una parte.
Tirone, inoltre, fu uno scrittore egli stesso: diversi autori antichi si riferiscono alle sue opere, delle quali restano poche citazioni, per un totale di soli 14 frammenti, che testimoniano, comunque, a parte l'attività di editore ciceroniano, quella di geloso conservatore della memoria del patrono attraverso un lavoro biografico e di erudizione.
All'attività di raccoglitore delle testimonianze ciceroniane farebbe riferimento Asconio Pediano che, nei suoi commenti sui discorsi di Cicerone, si riferisce ad una sua biografia in almeno quattro libri, e Plutarco si riferisce a lui come a una fonte per due eventi privati nella vita di Cicerone. Molti aneddoti e battute del suo patrono dovevano trovare, poi, spazio in un trattato De iocis Ciceronis, che dovrebbe essere stato fonte di enciclopedisti posteriori come Macrobio.
Per quanto concerne la sua attività di grammatico, prezioso è Aulo Gellio, secondo il quale avrebbe composto un'opera miscellanea intitolata Pandette: "[egli] ha scritto diversi libri sulla teoria e l'uso della lingua latina e su varie questioni di vario genere" e lo cita a proposito della differenza tra i nomi greci e latini di certe stelle.
Tirone è inoltre considerato l'inventore del sistema stenografico delle cosiddette note tironiane, costituito da simboli utilizzati in sostituzione di radici verbali o lettere finali, di cui Plutarco afferma che sarebbe stato il primo tra i romani a registrare discorsi in stenografia, con un lavoro continuato da Aquila.
 Il metodo tironiano utilizzava, come detto, diversi espedienti, a partire da quello per cui ciascuna lettera è rappresentata da un simbolo e, inoltre, si utilizzavano le prime lettere di una parola per abbreviarla; ad esempio: A.D. per «Ante Diem», N.B. per «Nota bene», ecc.

## Tirone nella narrativa e nella televisione
Tirone appare come un personaggio ricorrente nella serie di Steven Saylor, Roma Sub Rosa, dove occupa il ruolo di spalla all'eroe investigatore del romanzo di Saylor, Gordiano il Cercatore. È stato anche utilizzato come narratore in prima persona da Robert Harris nella trilogia di Cicerone (Imperium e le sequenze Conspirata e Dictator) e appare in diversi libri della serie SPQR di John Maddox Roberts.
Tirone appare nel programma televisivo di Roma, interpretato da Clive Riche negli episodi Figlio di Ade, Queste sono le parole di Marco Tullio Cicerone, Eroi della Repubblica e Filippi: in questa versione Tirone sembra essere più vecchio di Cicerone e viene liberato solo in base al testamento del suo patrono.